# Merrick megye
Merrick megye az Amerikai Egyesült Államokban, azon belül Nebraska államban található. Megyeszékhelye és legnagyobb városa Central City. Lakosainak száma 7668 fő (2020. április 1.). Merrick megye Nance, Hamilton, Platte, Polk, Howard és Hall megyékkel határos.

## Népesség
A megye népességének változása:
| Lakosok száma | 7857 | 7736 | 7804 | 7802 | 7787 | 7668 |
|               | 2010 | 2011 | 2012 | 2013 | 2015 | 2020 |